# Bryan (Ohio)
Pour les articles homonymes, voir Bryan.
Bryan est une ville de l'État de l'Ohio, aux États-Unis. Elle est le siège du comté de Williams.

## Géographie
Selon les données du Bureau du recensement des États-Unis, Bryan a une superficie de 11,8 km2 (soit 4,6 mi2) entièrement en surfaces terrestres.

## Démographie
Bryan était peuplée, lors du recensement de 2000, de 8 333 habitants.